# Storbäck
Storbäck är en by i Risbäcks distrikt (Dorotea socken) i Dorotea kommun, Västerbottens län (Lappland). Den ligger cirka 65 kilometer från  Dorotea. Byn är belägen inom Dorotea lappmark, och skattlades 1880-87, då fem nybyggare erhöll skattlagd mark där.[källa behövs] I närheten av Storbäck har fornlämningar hittats i form av boplatser och boplatsgropar, skärvstensförekomst,  tjärdalar och en sågverkslämning.
Storbäck har som många andra orter i inlandet drabbats av avflyttning på grund av främst arbetsbrist.[källa behövs] Byn har haft ICA-butik, post, åkeri, konsumaffär och skola.[källa behövs] I början av 2020-talet fanns där bland annat Trollklintens Jakt- och fiskecamp.